# Selva de Calais

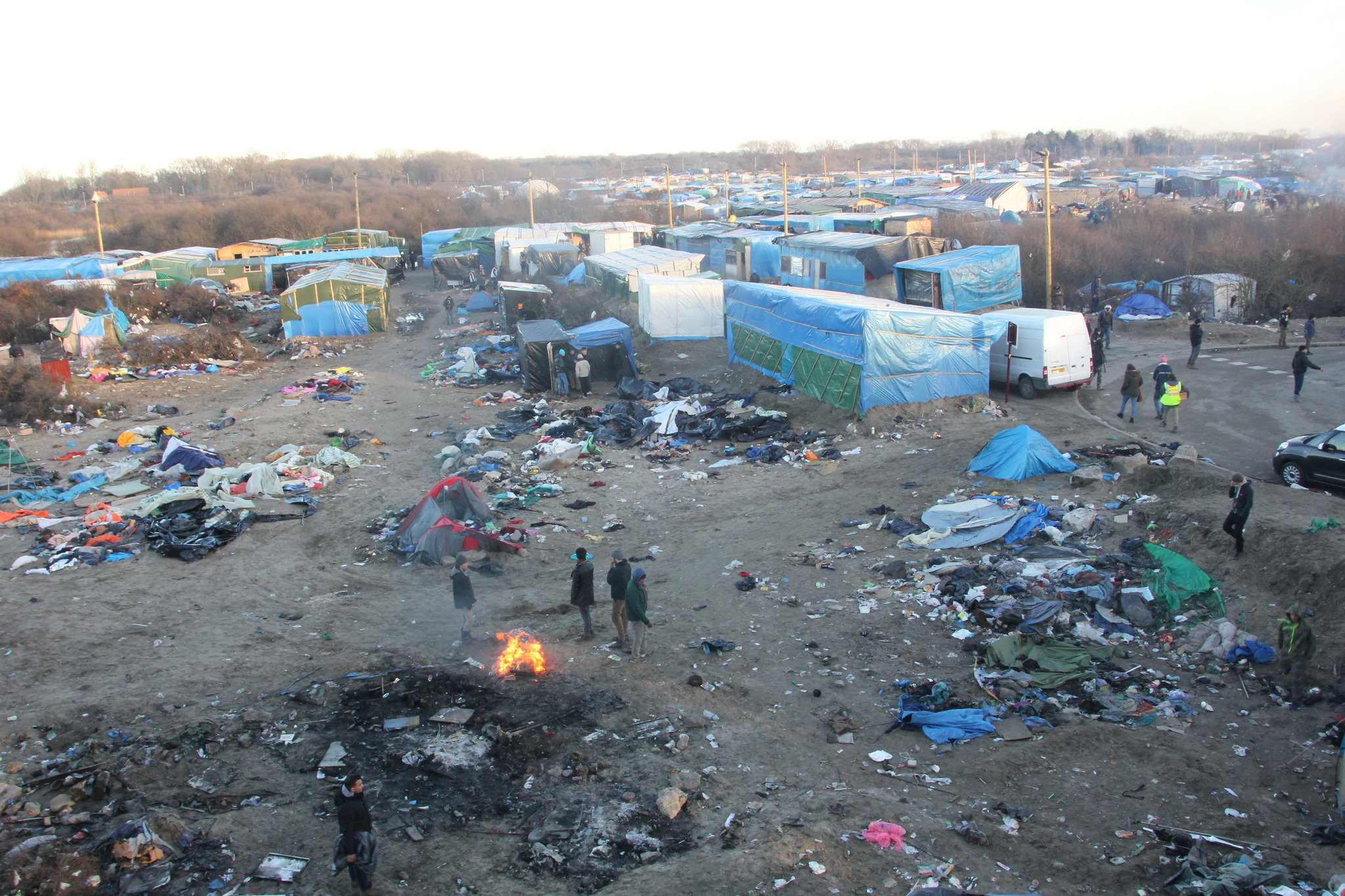
Panorama da "Selva de Calais"

Selva de Calais, também chamado de Abrigo de Calais, foi um acampamento improvisado de migrantes e refugiados localizado num terreno baldio na zona portuária da cidade francesa de Calais. O local recebeu a alcunha de "Selva" pelas condições precárias de vida que os imigrantes viviam ali.
O local, que foi desmantelado em 2016, foi estabelecido como acampamento improvisado durante mais de uma década e tornou-se um símbolo da incapacidade de França de resolver a pior crise migratória da sua história pós-guerra. Foi também o maior abrigo temporário de imigrantes e refugiados, e também a maior favela na Europa ocidental.
Conforme Emmanuelle Cosse, ministra de Habitação da França, o local chegou a amontoar entre 7.000 e 10.000 migrantes que queriam apenas atravessar o Canal da Mancha para o Reino Unido através do Eurotúnel. Para tentar chegar ao Reino Unido pelo Eurotúnel, os migrantes ficam acampados em Calais, de onde saqueiam e depredam caminhões de carga. Por conta disso, quase diariamente haviam confrontos entre a polícia e os migrantes.

## Ver Também
- Crise migratória na Europa
- Naufrágios de barcos de imigrantes no Mar Mediterrâneo em abril de 2015